# Gelbelsee

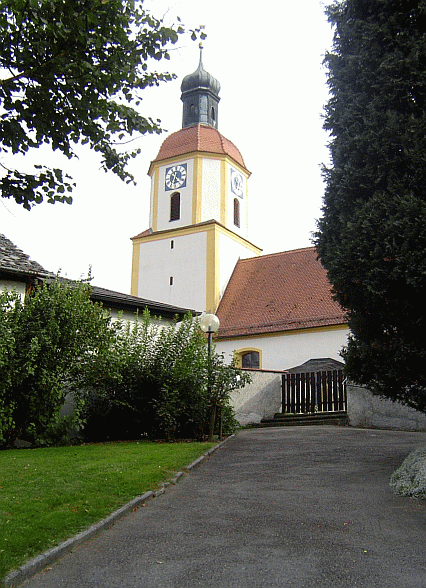
Pfarrkirche St. Hippolyt

Gelbelsee ist ein Pfarrdorf nahe der geographischen Mitte des Freistaats Bayern. Es gehört zur Gemeinde Denkendorf. Der Ort hatte im Jahr 2022 541 Einwohner. Dorfpatron ist der heilige Hippolyt. Die Dorfkirche ist im barocken Baustil errichtet.

## Geographie
Gelbelsee liegt im Naturpark Altmühltal auf der Hochfläche der Südlichen Frankenalb 540 m ü. NN zwischen Kipfenberg und Denkendorf.

## Geschichte
Gelbelsee wird in den ältesten Urkunden „Gouliubese“ genannt, was als See des Gouliub, eines Einwohners, gedeutet wird. Im Jahr 1301 wurde der Ort „Gelbelsee“ geschrieben.
Gelbelsee liegt in einem uralten Siedlungsgebiet, wie die ringsum in den Wäldern befindlichen Hügelgräber aus der Hallstattzeit (1200 bis 500 v. Chr.) zeigen. Die Hallstattleute gehörten stammesgeschichtlich der illyrischen Völkerfamilie an. Ihnen folgten die germanischen Stämme und bei der Völkerwanderung im fünften Jahrhundert die Bajuwaren. Von Osten führt eine vorrömische Straße durch Gelbelsee und weiter durch das Kristal und Kipfenberg nach Westen. In der Nähe verlief der römische Limes (Reste: zwei Beobachtungstürme, Kaserne und Brunnen).
Einige Daten aus der Ortsgeschichte:
- Frühestens 1058 weihte Bischof Gundekar II. von Eichstätt eine Kirche St. Hippolyt.

1075: Patrozinium am 13. August. Hippolyt war Gegenpapst zu Kalixt I., er starb um 235 als Märtyrer auf Sardinien. – Kirchweih wurde allerdings seit alters her am Fest des heiligen Bartholomäus (24. August) bzw. am darauffolgenden Sonntag gefeiert.
- Der Ort tauchte 1144 als „Gouliubesee“ in einer Urkunde des Klosters Plankstetten auf.
- Konrad Kropf (bzw. Struma) von Kipfenberg schenkte 1279 dem Kloster Kaisheim einen Hof in Gelbelsee.
- Konrad Kropf von Kipfenberg verkaufte im Jahr 1301 custrum et oppidum (Burg und Markt) mit den Erbleuten, dem Patronatsrecht der Kirche Gelbelsee und allem Zubehör dem Bischof Konrad II. von Pfeffenhausen von Eichstätt. Gelbelsee, bisher Mutterkirche von Kipfenberg, wurde Filiale. Das Besetzungsrecht ging von Kropf zu Kipfenberg auf den Bischof von Eichstätt über.
- 1426 erhob Bischof Johann II. von Heideck Gelbelsee erneut zur Pfarrei.
- Um 1620 protestierte der Pfarrer von Gelbelsee, Melchior Holl, gegen den „Schleifentanz“ der Dorfbewohner und das damals neu erbaute Tanzhaus des Dorfes.
- Im frühen 17. Jahrhundert entstand die Holzfigur des St. Hippolyt (in Rittertracht mit Speer und Schild) in der Pfarrkirche.
- 1690 erhielt die Kirche ein neues Langhaus.
- Am 12. November 1678 brannte das Pfarrhaus ab. Es wurde vom Eichstätter Maurermeister Hans Biba neu errichtet.
- 1745 musste der Kirchturm auf mittelalterlichen Fundamenten neu gebaut werden.
- Um 1770 erhielt die Kirche die noch heute vorhandenen Barockaltäre mit ihren Altarblättern. Die Kirche ist stuckiert.
- 1829 bis 1841 wirkte in Gelbelsee der gelehrte Pfarrer Dr. Franz Anton Mayer.
- 1910 malte Franz Hartmann das Deckengemälde Martyrium des heiligen Hippolyt in der Pfarrkirche.
- 1914 wurde ein 40 Meter hoher Wasserturm errichtet.
- 1960 gründete sich ein Krieger- und Kameradschaftsverein.
- Am 11. November 1977 gründete sich der Zweigverein Gelbelsee-Buch-Irlahüll des Katholischen Deutschen Frauenbundes.
- Am 1. Mai 1978 wurde Gelbeslsee in die Gemeinde Denkendorf eingegliedert.[2]
- 1981 weihte Pfarrer Georg Pavelka eine neue Marienkapelle auf Gemeindegrund im oberen Ortsteil. Der Vorgängerbau im unteren Ortsteil, eine Pestkapelle des 17. Jahrhunderts, hatte 1976/78 dem Ausbau der Ortsstraße weichen müssen. Das Marienbild des 17. Jahrhunderts wurde restauriert in den Neubau übernommen.
- Seit 1982 ist Alfred Wenk Pfarradministrator von Gelbelsee und Irlahüll (seit 1990 auch für Irfersdorf; sein dortiger Vorgänger war Pfarrer in Ruhe Josef März).
- 1996 wurde ein neues Feuerwehrhaus seiner Bestimmung übergeben.

## Pfarrkirche St. Hippolyt
Die Pfarrkirche St. Hippolyt wurde in der Barockzeit erbaut. Sie steht etwas erhöht im Dorf. Hippolyt von Rom, ein römischer Kirchenvater des 3. Jahrhunderts, wird in Deutschland in sehr wenigen Gemeinden als Patron verehrt (vgl. Liste der Hippolytkirchen), wobei er lange Zeit nicht als Priester und Schriftsteller, sondern fälschlicherweise als römischer Offizier dargestellt wurde, der im Gefängnis den Heiligen Laurentius bewachen sollte, von diesem bekehrt und deshalb später als Märtyrer von vier Pferden zerrissen wurde.
Im renovierten Innern der Kirche befinden sich drei schöne Altäre.
Der Kirchturm besitzt drei Glocken in der Tonfolge a1-h1-cis2.

## Verkehr

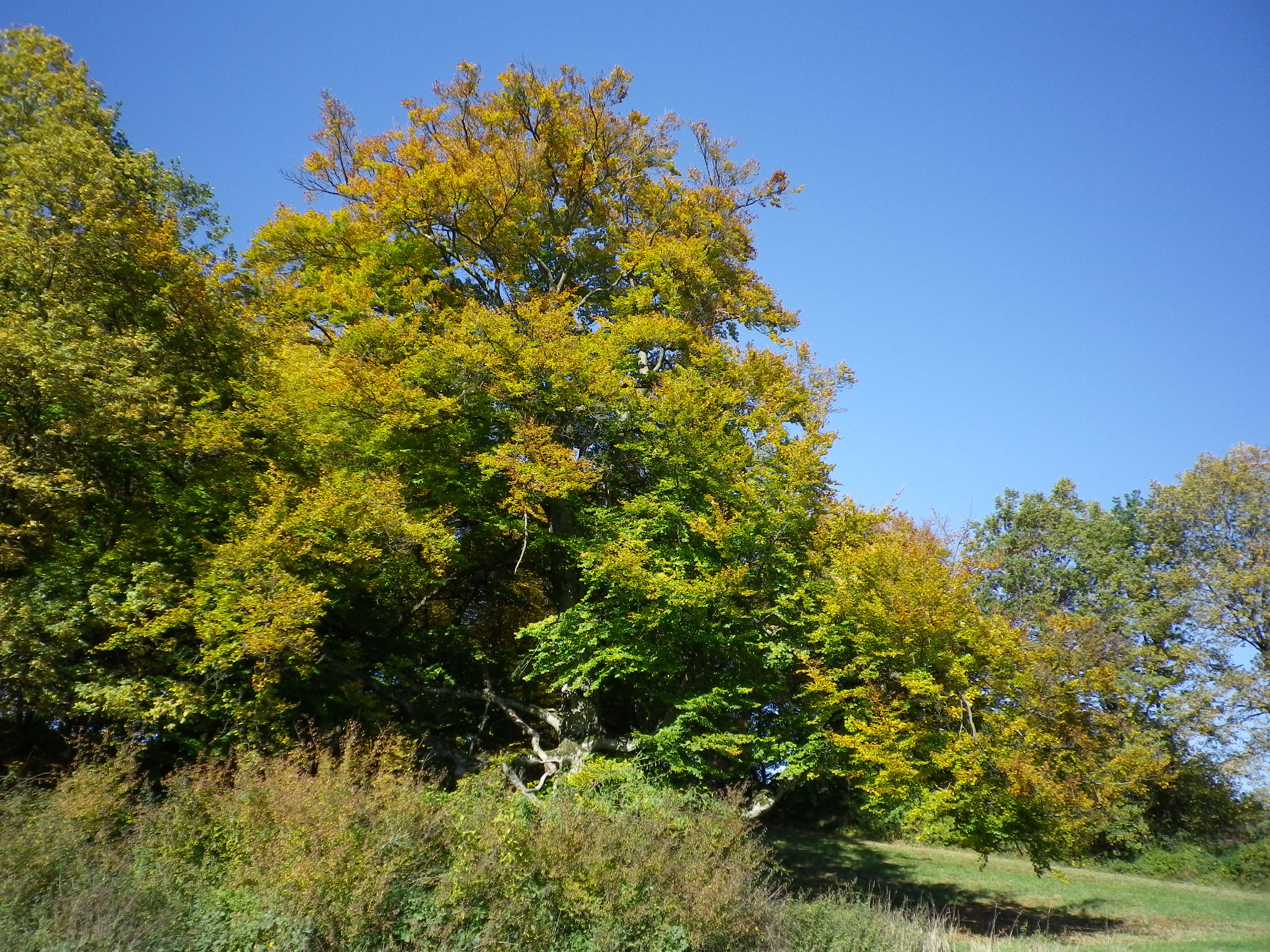
Limesbuche bei Gelbelsee

Durch den Ort führt der Deutsche Limes-Radweg. Er folgt dem Obergermanisch-Raetischen Limes über 818 km von Bad Hönningen am Rhein nach Regensburg an der Donau. Am Ortsrand befindet sich die 32 m hohe und 350 bis 500 Jahre alte Limesbuche.